# 최지은 (기자)
최지은은 대한민국의 언론인이다.

## 생애
이화여자대학교에서 공부하고 방송사 시사교양 프로그램 작가로 사회생활을 시작했다. 2006년부터 2017년까지 대중문화 웹 매거진 《매거진 t》, 《텐아시아》, 《아이즈》에서 기자로 일했다. 이후 대중문화, 미디어, 언론 비평 영역에서 활동했다.

## 저서
- 《괜찮지 않습니다》. 알에이치코리아. 2017년. ISBN 9788925562339
- 《엄마는 되지 않기로 했습니다》 한겨레출판사. 2020년 6월. ISBN 979-11-6040-393-0

공저
- 《2016 여성혐오 엔터테인먼트》 (아이즈북스) 2016년 12월 ISBN 978-89919662-2-2
- 《을들의 당나귀 귀》. 후마니타스. 2019년. ISBN 9788964373224
- 《페미니즘 교실》. 돌베개. 2019년. ISBN 9788971999301